# Křížová cesta v Liskové
Křížová cesta v Liskové (slovensky Krížová cesta v Liskovej) je křížová cesta u obce Lisková v okrese Ružomberok v Žilinském kraji na Slovensku. Křížová cesta byla postavena na počest sedmibolestné Panny Marie jako výraz díků za ochranu během 2. světové války. Křížová cesta má lesní a skalní charakter a působí originálním a netradičním dojmem. Křížová cesta má 14 zastavení a končí na vrcholu Piesočná u kapličky, před kterou jsou tři kříže a lavičky k odpočinku. Z vrcholu je výhled do údolí řeky Váh a na okolní hory. Údržbu a úpravu křížové cesty provádí místní dobrovolníci.

## Další informace

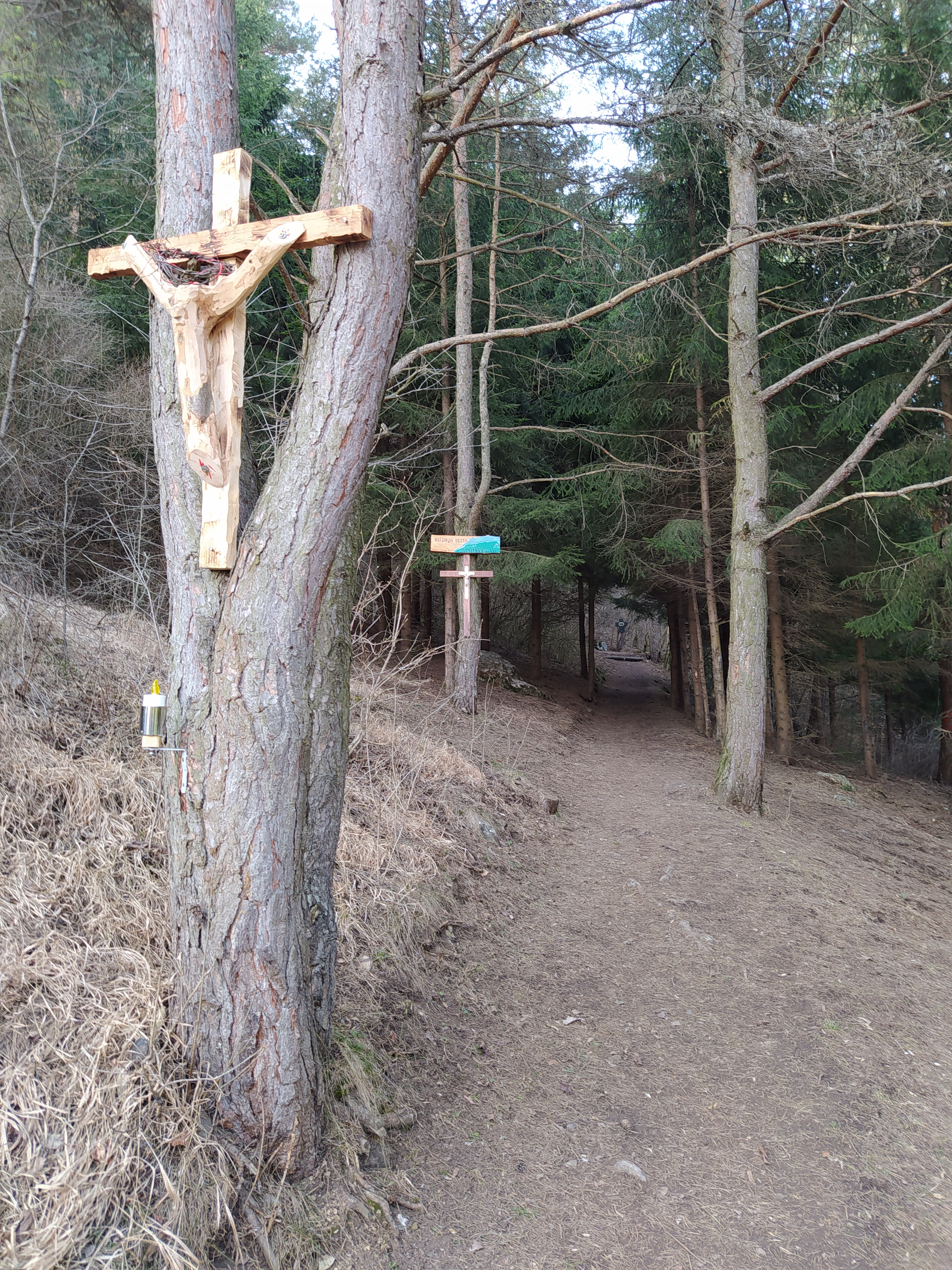
Křížová cesta v Liskovej (začátek)

Poblíž se nachází Liskovská jaskyňa a další jeskyně, závrty a skalka Skalná (Jánošíkova) päsť.